# Гальван, Мануэль де Хесус
Мануэль де Хесус Гальван (исп. Manuel de Jesús Galván; 13 января 1834, Санто-Доминго — 13 декабря 1910, Сан-Хуан, Пуэрто-Рико) — доминиканский писатель
, политический и государственный деятель, дипломат, юрист, журналист.
В 1860—1900-е годы занимал ряд ответственных постов в правительстве и судебной системе своей страны, был министром общественных работ, министром иностранных дел (четырежды), председателем Верховного суда (1883—1889) и послом в США (1891). Работал секретарём Сената, генеральным директором почты страны и редактором государственного периодического издания «La Gazeta».
Известен благодаря своей журналистской и литературной деятельности. Как один из организаторов «Друзей литературы» (Amantes de las Letras) в 1854 году числится среди основоположников литературного процесса в стране. Автор исторического романа «Энрикильо» (1879, 1882, рус. пер. 1963) о борьбе Энрикильо, вождя (касика) одного из индейских племён о. Гаити, за свободу и независимость. Основанный на тщательном изучении исторических источников, проникнутый духом романтизма, роман живо воссоздаёт картины эпохи и занимает высокое место в латиноамериканской литературе XIX века.
В 1910 году он умер в Пуэрто-Рико, и семь лет спустя его останки были возвращены в Доминиканскую Республику, где он и похоронен в Кафедральном соборе Санто-Доминго.